# Herpyllobius arcticus
Herpyllobius arcticus är en kräftdjursart som beskrevs av Japetus Steenstrup och Christian Frederik Lütken 1861. Herpyllobius arcticus ingår i släktet Herpyllobius, och familjen Herpyllobiidae. Arten kan vara nationellt utdöd i Sverige.